# سیارک ۲۱۴۳۴
سیارک ۲۱۴۳۴ (به انگلیسی: 21434 Stanchiang، نامگذاری:1998FG116) بیست و یک هزار و چهارصد و سی و چهارمین سیارک کشف شده‌است که در ۳۱ مارس ۱۹۹۸ کشف شد.
قدر مطلق سیارک برابر ۱۱.۷ است.